# Vimmerby HC
Vimmerby HC, Vimmerby Hockey Club, är en ishockeyförening från Vimmerby bildad 1993 efter att Vimmerby IF lagt ner sin ishockeysektion. Säsongen 2010/2011 påbörjades en satsning mot Division 1 vilket gav resultat. Vimmerby gick upp till division 1 säsongen efteråt. Säsongen 2023/2024 gick de upp till Hockeyallsvenskan Hemmaarenan är VBO Arena. Laget kämpar för att få den upprustad så den bättre svarar mot kraven för ett lag i Hockeyettan och Hockeyallsvenskan.

## Spelare

### Nuvarande trupp
Uppdaterad 3 augusti 2025.
| Nr | Nat  | Spelare               | Pos  | S/H | Ålder | Värvad | Födelseort              |
| -- | ---- | --------------------- | ---- | --- | ----- | ------ | ----------------------- |
| 27 | SWE  | William Alftberg      | B    | L   | 25    | 2022   | Märsta, Sverige         |
| 45 | SWE  | Isac Andersson        | C/LW | L   | 24    | 2022   | Lysekil, Sverige        |
|    | CAN  | Nick Bochen           | B    | R   | 23    | 2025   | North Vancouver, Kanada |
|    | SWE  | Arvid Caderoth        | C/RW | R   | 25    | 2025   | Göteborg, Sverige       |
| 19 | SWE  | Anton Carlsson (A)    | C/LW | L   | 28    | 2014   | Vimmerby, Sverige       |
| 1  | SWE  | Robin Christoffersson | M    | L   | 28    | 2021   | Malung, Sverige         |
| 48 | SWE  | Elliot Ekefjärd       | W    | L   | 23    | 2024   | Vaxholm, Sverige        |
|    | SWE  | Emil Ekholm           | W    | R   | 24    | 2025   | Ängelholm, Sverige      |
|    | SWE  | Pontus Eltonius       | M    | L   | 27    | 2025   | Göteborg, Sverige       |
|    | SWE  | Filip Fornåå Svensson | RW   | R   | 26    | 2025   | Linköping, Sverige      |
|    | CAN  | Colson Gengenbach     | W    | L   | 25    | 2025   | Edmonton, Kanada        |
| 28 | NOR  | Isak Hansen           | B    | R   | 21    | 2024   | Norge                   |
|    | SWE  | Alfred Hjälm          | B    | L   | 23    | 2025   | Järna, Sverige          |
|    | SWE  | Arvid Hurtig          | B    | L   | 22    | 2025   | Sverige                 |
| 10 | SWE  | Jakob Karlsson (C)    | C    | L   | 36    | 2017   | Vimmerby, Sverige       |
|    | SWE  | Marcus Limpar Lantz   | C    | R   | 22    | 2025   | Sollentuna, Sverige     |
|    | SWE  | Gustaf Malmkvist      | B    | L   | 25    | 2025   | Linköping, Sverige      |
|    | USA  | Alex Murray           | B    | R   | 25    | 2025   | Glenview, USA           |
|    | SWE  | Johan Mörnsjö         | W    | L   | 28    | 2025   | Grums, Sverige          |
|    | SWE  | Filip Persson         | B    | L   | 24    | 2025   | Sverige                 |
| 29 | SWE  | Adam Petersson        | RW   | R   | 22    | 2023   | Vimmerby, Sverige       |
| 60 | SWE  | Martin Pärna          | LW   | L   | 31    | 2024   | Halmstad, Sverige       |
| 4  | CAN  | Nathan Staios         | B    | L   | 24    | 2024   | Atlanta, USA            |
| 18 | SWE  | Kevin Wennström       | C/LW | L   | 25    | 2024   | Ängelholm, Sverige      |

### Kända spelare från Vimmerby HC
- Fredric Jaensson, startade och avslutade sin karriär i Vimmerby.
- Thomas Rundqvist, startade sin karriär i Vimmerby (då Vimmerby IF). General manager i Färjestad BK. Tre SM-guld och 4 silver samt två VM-guld, tre silver och ett brons.[4]
- Linus Hultström, spelar i Svenska Hockeyligan för Linköping HC. Har vunnit guld i TV-pucken och SM-guld Linköping HC J20.[5]
- Christoffer Törngren, startade sin karriär i Vimmerby. Har vunnit SM-guld med HV71 J20 säsongen 2013/2014. Säsongen 2016/2017 vann Törngren även SM-guld med HV71:s A-lag.

## Säsonger
| Säsong    | Division           | Placering | Vårserie             | Kval/Playoff                                                     |
| --------- | ------------------ | --------- | -------------------- | ---------------------------------------------------------------- |
| 2010/2011 | Division 2 B       | 2         |                      | 1:a i Kvalserie E till Division 1, uppflyttade                   |
| 2011/2012 | Division 1E        | 2         | 6:a i Allettan Södra |                                                                  |
| 2012/2013 | Division 1E        | 3         | 4:a i Allettan Södra | Utslagna i playoff 1 av Tranås AIF                               |
| 2013/2014 | Division 1E        | 2         | 5:a i Allettan Södra |                                                                  |
| 2014/2015 | Hockeyettan Västra | 3         | 8:a i Allettan Södra |                                                                  |
| 2015/2016 | Hockeyettan Södra  | 3         | 7:a i Allettan Södra |                                                                  |
| 2016/2017 | Hockeyettan Södra  | 3         | 4:a i Allettan Södra | Playoff: Besegrar Skövde och Sundsvall; utslagna av Kristianstad |
| 2017/2018 | Hockeyettan Södra  | 4         | 3:a i Allettan Södra | Playoff: Utslagna av Visby/Roma HK                               |
| 2018/2019 | Hockeyettan Södra  | 1         | 4:a i Allettan Södra | Playoff: Besegrar Enköping och Troja, utslagna av Kristianstad   |
| 2019/2020 | Hockeyettan Södra  | 8         | 1:a i Vårettan Södra | Playoff: Besegrar Kallinge och Huddinge sedan ställs säsongen in |
| 2020/2021 | Hockeyettan Södra  | 5         | 3:a i Allettan Södra | Slutspel: Besegrar Mörrum, utslagna av Troja                     |
| 2021/2022 | Hockeyettan Södra  | 2         | 7:a i Allettan Södra | Slutspel: Utslagna av Väsby                                      |
| 2022/2023 | Hockeyettan Södra  | 8         | 1:a i Vårettan Södra | Slutspel: Besegrar Dalen, utslagna av Nybro Vikings              |
| 2023/2024 | Hockeyettan Södra  | 4         | 2:a i Allettan Södra | Slutspel: Besegrar Troja-Ljungby, 1:a i kvalserien, uppflyttade  |
| 2024/2025 | Hockeyallsvenskan  | 13        |                      | Play-out: Besegrar Tingsryd                                      |